# Aleksandar Rodić
Pour les articles homonymes, voir Rodić.
Aleksandar « Alex » Rodić (né le 26 décembre 1979 à Kozarska Dubica en Yougoslavie, (auj. en Bosnie-Herzégovine) est un footballeur international slovène qui évolue au poste d'attaquant. Il possède également la nationalité bosnienne.

## Équipe nationale
- 9 sélections et 1 but en équipe de Slovénie en 2005.